# Alphide Sabourin
Pour les articles homonymes, voir Sabourin.
Alphide Sabourin (3 juillet 1886 à Sainte-Marthe - 6 octobre 1957 à Montréal) est un homme politique québécois. Il est président de l'Union catholique des cultivateurs pendant quinze ans. Il occupe aussi le poste de député libéral de Vaudreuil-Soulanges de 1939 à 1948.

## Biographie
Joseph-Wilfrid Alphide Sabourin naît à Sainte-Marthe le 3 juillet 1886 d'un cultivateur, Bazile Sabourin, et de Mathilde Bourbonnais. Il étudie à l'école de Sainte-Marthe et au collège Bourget à Rigaud.
Tout comme son père il devient agriculteur et élève des chevaux belges. Il s'implique dans différentes organisations du milieu de l'agriculture. Il est notamment organisateur et directeur de la première coopérative de culture du lin dans le comté de Vaudreuil et directeur de l'Association des éleveurs de chevaux belges de la province de Québec. Pendant 18 ans, il est juge de paix.
Il est membre du Club de réforme, du cercle Le Forum social et des Chevaliers de Colomb. Le 7 juin 1910, il marie Évelina Ranger, fille de cultivateur. Pendant quinze ans, il est président de l'Union catholique des cultivateurs (ancêtre de Union des producteurs agricoles).
Sa carrière politique continue comme président de la commission scolaire de Vaudreuil. Il se présente sous la bannière libérale à l'élection de 1936 dans la circonscription de Vaudreuil. Sur trois candidats, il finit toutefois troisième, 528 voix derrière le vainqueur Dionel Bellemare de l'Union nationale. Il récidive  toutefois lors de l'élection de 1939 où il remporte la victoire face au député sortant, Édouard Leduc. La même année, Sabourin est élu maire de Sainte-Marthe, poste qu'il occupera jusqu'en 1943. Durant son mandat de député et de maire, il assume aussi les fonctions de préfet du comté de Vaudreuil en 1942.
Il affronte de nouveau Édouard Leduc lors de l'élection de 1944 et est réélu pour un deuxième mandat.
L'Union nationale réussit toutefois à le déloger en présentant le notaire Joseph-Édouard Jeannotte lors de l'élection de 1948. Sabourin est défait à 4 913 voix contre 6 272. Il devient par la suite enquêteur au département du Revenu national pour le district de Montréal.
Alphide Sabourin décède à Montréal le 6 octobre 1957. Il avait 71 ans. Il a eu 17 enfants de son mariage avec Évelina Ranger.

## Fonctions occupées
- Membre de l'exécutif de la Société d'industrie laitière du Québec et du Club Holstein-Friesian de Montréal et Vaudreuil-Soulanges.
- Conseiller à vie du Bureau général d'accommodation et d'exposition de la Petite Industrie.
- Correspondant agricole pour la revue Statistique internationale et collaborateur du Devoir.
- Courtier d'assurances dans la région de Vaudreuil-Soulanges.